# Зам'ятлино (Псковська область)
Зам'ятлино (рос. Замятлино) — присілок в Островському районі Псковської області Російської Федерації.
Населення становить 3 особи. Входить до складу муніципального утворення Островська волость.

## Історія
Від 2015 року входить до складу муніципального утворення Островська волость.

## Населення
| 2001 | 2002 | 2010 | 2013 |
| ---- | ---- | ---- | ---- |
| 5    | ↘4   | ↗5   | ↘3   |